# St. Petersburg Open 1997
Il St. Petersburg Open 1997 è stato un torneo di tennis giocato sul sintetico indoor. È stata la 3ª edizione del St. Petersburg Open, che fa parte della categoria World Series nell'ambito dell'ATP Tour 1997. Il torneo si è giocato al Petersburg Sports and Concert Complex di San Pietroburgo in Russia, dal 17 marzo al 23 marzo 1997.

## Campioni

### Singolare
Thomas Johansson ha battuto in finale  Renzo Furlan con il punteggio di 6–3, 6–4

### Doppio
Andrej Ol'chovskij /  Brett Steven hanno battuto in finale  David Prinosil /  Daniel Vacek con il punteggio di 6–4, 6–3